# Malezja na Mistrzostwach Świata w Lekkoatletyce 2017
Malezja na Mistrzostwach Świata w Lekkoatletyce 2017 – reprezentacja Malezji podczas Mistrzostw Świata w Lekkoatletyce 2017 rozgrywanych w Londynie liczyła jednego zawodnika, który nie zdobył medalu.

## Skład reprezentacji
| Zawodnik              | Konkurencja | Kwalifikacje | Kwalifikacje | Finał    | Finał   |
| Zawodnik              | Konkurencja | Rezultat     | Pozycja      | Rezultat | Pozycja |
| --------------------- | ----------- | ------------ | ------------ | -------- | ------- |
| Nauraj Singh Randhawa | skok wzwyż  | 2,26         | 20.          | NQ       | NQ      |